# Vassili Trediakovski
 (août 2010).
Si vous disposez d'ouvrages ou d'articles de référence ou si vous connaissez des sites web de qualité traitant du thème abordé ici, merci de compléter l'article en donnant les références utiles à sa vérifiabilité et en les liant à la section « Notes et références ».
Vassili Kirillovitch Trediakovski (en russe : Василий Кириллович Тредиаковский), né à Astrakhan le 22 février 1703 (5 mars dans le calendrier grégorien), mort le 6 août 1769 (17 août dans le calendrier grégorien) à Saint-Pétersbourg, est un écrivain et traducteur russe. Trediakovski est le premier érudit russe polyglotte, qui parle, lit et compose en langue étrangère.

## Biographie
Il est né dans une famille peu aisée. Enfant, il va à l’école du clergé, puis se rend en France afin d'étudier à la Sorbonne. Il revient en Russie en 1730.
Il écrit et publie Voyage de l'isle d'amour, qui se compose de deux parties : la première est la traduction de l’œuvre éponyme du français Paul Tallemant ; la deuxième est un récit versifié et des poèmes sur l’amour, œuvres de Trediakovski, écrites en russe, français et latin. 
Il y a plusieurs raisons à son succès :
- la femme n’est plus vue comme un objet diabolique, mais comme un objet d’amour. De plus, l’amour n’est plus synonyme de péché.
- il est le premier à entamer une réforme de la langue russe qu’il juge soit trop vulgaire, soit trop savante, soit trop germanisée.
- il limite les slavonismes et explique pourquoi dans son avant-propos :
  1. Le slavon est la langue de l’église et son livre est du monde civique.
  2. Le slavon est obscur or il ne peut parler d’amour dans une langue obscure qui ne serait pas comprise de tous.
  3. Le slavon ne sonne pas bien dans son oreille.
- son but est de renforcer l’état civilisé pour créer une Russie forte.

Il écrit plusieurs odes aux impératrices, flattant leur description et espérant qu’elles puissent être telles que ces images :
- Ode à sa très gracieuse majesté, l’Impératrice Anna Ioanovna, (1733).
- Ode solennelle à la capitulation de la ville de Gdansk, (1735). Cette ode sera accompagnée d’un article savant, sorte de travail de versification intitulé Réflexion sur l’ode en général.
- Méthode nouvelle et concise pour composer des vers, (1735, ouvrage didactique dans lequel Trediakovski s’inspire de mots français pour donner une traduction russe (vers, pied, césure, rime...).

Le vers syllabique (ayant le même nombre de syllabes) pose des problèmes car l’accent est flexible en russe. Trediakovski crée donc le vers syllabo-tonique (vers qui tient compte des syllabes et de l’accent tonique russe), mieux adapté au russe (car c’est une stricte alternance de syllabes toniques et de syllabes atones. Il y a deux accentuations différentes : le trochée et l'iambe). Trediakovski déconseille néanmoins l’usage de rimes masculines avec des rimes féminines. Malgré tout, il reste attaché à l’hexamètre car il y est habitué.
Catherine II le déteste dès son accession au trône car il était apprécié de sa rivale. Toutes ces brimades et vexations sont lourdes, et en 1755, Trediakovski dit : « Laissez en paix celui qui n’aspire qu’à la solitude... de grâce, ayez pitié de moi, laissez-moi en paix ». Malgré tout cela, sa production entre 1749 et 1762 est fort importante :
- 12 000 pages de traduction (histoire de la Rome antique...)
- Télémachide (16 000 lignes d’hexamètres copiées sur les Aventures de Télémaque, de Fénelon, qui est une critique des rois).

En avril 1768, Trediakovski se plaint de sa situation financière qui est précaire. Il finit par mourir en août 1769, méprisé de ses contemporains, mais admiré de ses successeurs.